# Охотниковский сельский совет
Охотниковский сельский совет (укр. Охотниківська сільська рада, крымскотат. Cağa Quşçı köy şurası) — согласно законодательству Украины — административно-территориальная единица в Сакском районе Автономной Республики Крым.
Население сельсовета по переписи 2001 года — 4203 человека; площадь — более 94 км².
К 2014 году состоял из 6 сёл:
- Охотниково
- Громовка
- Карьерное
- Наумовка
- Орлянка
- Рунное

## История
Согласно сборнику «Города и села Украины. Автономная Республика Крым. Город Севастополь. Историко-краеведческие очерки» Охотниковский сельский совет был образован в 1954 году в составе Сакского района Крымской области УССР. На 15 июня 1960 года в составе совета числились сёла:

| - Громовка - Долинка - Журавли | - Известковое - Калиновка - Карьерное | - Куликовка - Листовое - Наумовка | - Овощное - Овражное - Орлянка | - Охотниково |

К 1977 году Овощное и Овражное были передочинены другому совету и упразднены, к 1968 году Долинка, Журавли и Листовое переданы Митяевский сельский совет, а Известковое переименовано в Рунное.
Указом Президиума Верховного Совета УССР «Об укрупнении сельских районов Крымской области», от 30 декабря 1962 года совет присоединили к Евпаторийскому району. 1 января 1965 года, указом Президиума ВС УССР «О внесении изменений в административное районирование УССР — по Крымской области», Евпаторийский район был упразднён и сельсовет включили в состав Сакского (по другим данным — 11 февраля 1963 года), вновь включили в состав Сакского. С 12 февраля 1991 года сельсовет в восстановленной Крымской АССР, 26 февраля 1992 года переименованной в Автономную Республику Крым. С 21 марта 2014 года в составе Крыма аннексирован Россией. Законом «Об установлении границ муниципальных образований и статусе муниципальных образований в Республике Крым» от 4 июня 2014 года территория административной единицы была объявлена муниципальным образованием со статусом сельского поселения.